# The Libations of Samhain
The Libations of Samhain – album koncertowy zespołu Sunn O))). Pierwszy utwór jest nagraniem z koncertu w Londynie na Halloween 2003. Drugi utwór jest wywiadem, jaki członkowie udzielili prezenterom londyńskiego radia Resonance FM 104.

## Lista utworów
1. The Libations of Samhain - 49:00
2. Sunn O))) vs Diggers - 16:05